# Voix active
La voix active est la forme prise par un verbe pour exprimer une diathèse dans laquelle le sujet et l'objet coïncident typiquement avec les rôles sémantiques d'agent ou d'expérient et de patient ou d'objet d'un verbe . La voix active est la diathèse la plus fréquente et, souvent, la plus simple morphologiquement. Elle s'oppose à la voix passive, qui est caractérisée par une inversion agent/patient.
Dans les langues flexionnelles de type accusatif, le sujet est normalement au nominatif, et l'objet à l'accusatif :
- français : le chat [sujet agent] mange [verbe] la souris [objet patient]
- anglais : the cat [sujet agent] eats [verbe] the mouse [objet patient]
- latin : feles [sujet agent : nominatif] murem [objet patient : accusatif] edit [verbe]
- allemand : die Katze [sujet agent : nominatif] frisst [verbe] die Maus [objet patient : accusatif]
- grec ancien : ὁ αἴλουρος / ho aílouros [sujet agent : nominatif] ἔδει / édei [verbe] τὸν μῦν / tòn mûn [objet patient : accusatif]
- russe : кошка / koška [sujet agent : nominatif] ест / est [verbe] мышку / myšku [objet patient : accusatif] ;
- chinois mandarin : 貓 / māo [sujet agent] 吃 / chī [verbe] 老鼠 / lǎoshǔ [objet patient]
- japonais : 猫が / neko-ga [sujet agent] 鼠を / nezumi-wo [objet patient] 食べます / tabemasu [verbe]
- xhosa : ikati [sujet agent] iyatya [verbe] impuku [objet patient]
- arabe : yaʾkulu [verbe] (a)l-qiṭṭu [sujet agent : nominatif] (a)l-faʾrah [objet patient : accusatif]

Dans les langues flexionnelles de type ergatif, le sujet est normalement à l'ergatif et l'objet à l'absolutif :
- basque : gizonak [sujet agent : ergatif] darama [verbe] haurra [objet patient : absolutif] (l'homme emmène l'enfant)
- tongien : na 'e taamate'i [verbe] 'a e talavou [objet patient : absolutif] 'e  he tangata [sujet agent : ergatif] (l'homme a tué le garçon)
- géorgien : k'atsim [sujet agent : ergatif] kali [objet patient : absolutif] gaatsila [verbe] (l'homme a accompagné la femme)
- kurde : jinê [sujet agent : ergatif] mar [objet patient : absolutif] dît [verbe] (la femme a vu le serpent)